# Life Is a Highway
«Life Is a Highway» — песня канадского музыканта Тома Кокрана из его второго студийного альбома Mad Mad World. Песня стала хитом номер один в Канаде в конце 1991 года. Она также достигла шестого места в американском чарте Billboard Hot 100 в августе 1992 года и достигла первой тройки в Австралии и Новой Зеландии в том же году. Кавер-версии песни записали Крис Ледукс для его альбома One Road Man и группа Rascal Flatts для саундтрека к мультфильму «Тачки».

## Предыстория и выход
Кокран заявил, что «Life Is a Highway» был первоначально задумана в 1980-х годах как «Love is a Highway», когда он ещё был членом группы Red Rider, но была отложена, потому что он чувствовал, что незаконченная песня непригодна для использования. После поездки со своей семьёй в Восточную Африку с организацией по борьбе с голодом World Vision, Кокран вернулся к песне по совету своего друга Джона Уэбстера, инструменталиста альбома Mad Mad World. В интервью 2017 года The Canadian Press в ознаменование 25-летия песни Кокран сказал, что Уэбстер призвал его вернуться к демо-записи, которая в тот момент имела только бормотание вокала и импровизированный текст, но не хорошо известный припев песни. «(Песня) стала разговором с самим собой… говоря, что ты на самом деле не можешь контролировать всё это, ты просто делаешь всё, что в твоих силах», — сказал он. Кокран говорит, что он пытался разобраться в бедности, свидетелем которой он был во время своей поездки, которую он нашёл «шокирующей и травмирующей».
В конце концов, оригинальная демо-версия была выпущена в 25-м юбилейном переиздании Mad Mad World под оригинальным названием «Love is a Highway». Позже он сказал, что дух темпа песни пришёл от поиска чего-то позитивного, чтобы «повесить опыт». Большая часть вокала была записана в небольшой домашней студии Кокрана. Песня была единственным хитом Кокрана, попавшая в топ-40 в США, достигнув шестого места на Billboard Hot 100. В Канаде песня оставалась на первом месте в течение двух недель, а три других сингла из альбома вошли в топ-10; «No Regrets» достигла третьего места, «Sinking Like a Sunset» достигла второго, а «Washed Away» поднялась на седьмое. В Австралии и Новой Зеландии сингл достиг второго места в обеих странах. В других странах он вошёл в топ-40 в Германии, Нидерландах и Швеции.

## Музыкальное видео
Видеоклип на песню был снят Дэвидом Стори и спродюсирован Альбертом Ботой, который стал линейным продюсером двух фильмов для Saturday Night Live: Superstar с Молли Шеннон в главной роли и «Дамский угодник» с Тимом Медоузом в главной роли. Видео было снято в Бэдлендсе Альберты, недалеко от города Драмхеллера. Многие кадры сделаны в знакомых местах вдоль Dinosaur Trail, в том числе сцена, где Кокран играет на гитаре среди эрозионных столбов, и сцена, где пара, Кейт Шейн и Бреннан Эллиотт бегает вокруг автомобиля, пока он едет на Bleriot Ferry через реку Ред-Дир. В нём также присутствует пожилой мужчина (обслуживающий заправочную станцию), пара (высокий мужчина, невысокая жена), две женщины (Жаклин и Джойс Роббинс) из религиозного ордена анабаптизма (Альберта имеет население гуттеритов) и двое мужчин коренных народов, один в бейсболке с надписью «Oka Standoff», ссылаясь на окский кризис (земельный спор между группой Mohawks и городом Ока, Квебек). Автомобиль, показанный в музыкальном видео, — Chevrolet Impala Super Sport 1965 года.

## Списки композиций
7-дюймовый, кассетный и мини-CD сингл
1. «Life Is a Highway» — 4:24
2. «Emotional Truth» — 5:59

Британский CD-сингл
1. «Life Is a Highway» — 4:24
2. «Emotional Truth» — 5:59
3. «Get Back Up» — 4:39

Европейский макси-CD сингл
1. «Life Is a Highway» — 4:24
2. «Emotional Truth» — 5:59
3. «Lunatic Fringe» (live) — 5:00

## Чарты
| Чарт (1991—1992)                   | Высшая позиция |
| ---------------------------------- | -------------- |
| Австралия (ARIA)                   | 2              |
| Канада (RPM Top Singles)           | 1              |
| Германия (GfK)                     | 35             |
| Нидерланды (Dutch Top 40)          | 27             |
| Нидерланды (Single Top 100)        | 35             |
| Новая Зеландия (Recorded Music NZ) | 2              |
| Швеция (Sverigetopplistan)         | 23             |
| Великобритания (UK Singles Chart)  | 62             |
| США (Billboard Hot 100)            | 6              |
| США (Billboard Adult Contemporary) | 45             |
| США (Billboard Mainstream Rock)    | 5              |
| США (Billboard Mainstream Top 40)  | 16             |

| Чарт (1991)              | Позиция |
| ------------------------ | ------- |
| Canada Top Singles (RPM) | 5       |

| Чарт (1992)                     | Позиция |
| ------------------------------- | ------- |
| Australia (ARIA)                | 27      |
| New Zealand (Recorded Music NZ) | 9       |
| US Billboard Hot 100            | 18      |

| Чарт (1990—1999)           | Позиция |
| -------------------------- | ------- |
| Canada (Nielsen SoundScan) | 33      |

## Сертификации
| Регион                                                      | Сертификация | Продажи  |
| ----------------------------------------------------------- | ------------ | -------- |
| Австралия (ARIA)                                            | Золотой      | 35 000^  |
| Канада (Music Canada)                                       | Золотой      | 50 000^  |
| США (RIAA)                                                  | Золотой      | 500 000^ |
| ^ Данные о тиражах приведены только на основе сертификации. |              |          |

## История выхода
| Регион         | Дата             | Формат(ы)                    | Лейбл(ы) | Примечания |
| -------------- | ---------------- | ---------------------------- | -------- | ---------- |
| Канада         | 20 сентября 1991 | н/д                          | Capitol  |            |
| США            | 6 апреля 1992    | Кассета                      | Capitol  | [ 29 ]     |
| Великобритания | 15 июня 1992     | 7-дюймовый винил CD кассетта | Capitol  | [ 30 ]     |
| Япония         | 5 августа 1992   | Мини-CD                      | Capitol  | [ 31 ]     |

## Версия Криса Ледукса
В 1998 году Крис Ледукс выпустил кавер-версию на песню «Life Is a Highway» для своего альбома One Road Man. Изменения включают в себя вступление, время вокальных входов в припеве и названия переходов между первым и вторым припевом. Версия Ледукса была выпущена в качестве сингла в следующем году и достигла 64 места в чарте Billboard Hot Country Songs в течение недели с 12 июня 1999 года и оставалась в течение девяти недель.

### Музыкальное видео
Действие музыкального видео на песню, снятое Майклом Саломоном, происходит на нескольких дорогах и автомагистралях, а также в сине-красной статической тематической комнате. Когда Ледукс на дорогах и автомагистралях, есть шанс, что Ледукс появится на телевизоре, который сидит на тротуаре или траве, однако, в то время как фон за Ледуксом (который появляется на телевизоре) имеет тот же фон, что и всё, что за самим телевизором, Ледукс, по-видимому, не стоит за телевизором. В большинстве мест Ледукс идёт по дороге, как в начале музыкального видео. Видео заканчивается тем, что Ледукс поёт припев, появляясь на откидном телевизоре внутри чьей-то машины, затем переходит к Ледуксу, снова находясь в статической комнате, а затем выходя из неё. После того, как Ледукс покидает комнату, экран медленно становится чёрным, и видео заканчивается.

### Чарты
| Чарт (1999)                       | Высшая позиция |
| --------------------------------- | -------------- |
| США (Billboard Hot Country Songs) | 64             |

## Версия Rascal Flatts
В 2005 году американская кантри-группа Rascal Flatts записала кавер-версию песни для мультфильма Pixar «Тачки», который вышел 9 июня 2006 года. Было продано большое количество копий, что привело к седьмому месту песни в чарте Billboard Hot 100 (на одну позицию ниже, чем оригинальная версия Кокрана). Кроме того, песня вышла в качестве бонус-трека на более поздние версии альбома Me and My Gang, а также была включена в альбомы Greatest Hits Volume 1 и Twenty Years of Rascal Flatts: The Greatest Hits. Эта версия также получила награду «Любимая песня из фильма» на 33-й церемонии вручения премии People’s Choice Awards.
Инструментальная версия кавер-версии Rascal Flatts была заметно представлена в Top Gear: US Special, который вышел 11 февраля 2007 года. Песня включена в саундтрек к игре Lego Rock Band. Она превысила отметку в два миллиона платных загрузок по состоянию на 28 марта 2009 года. По состоянию на март 2013 года в США было продано более трёх миллионов копий песни. 14 июля 2015 года Скотт Уокер, губернатор-республиканец штата Висконсин, начал свою президентскую кампанию в качестве кандидата от Республиканской партии в Уокеше, штат Висконсин, используя песню. 8 декабря 2020 года Harmonix объявила, что кавер-версия будет представлена 10 декабря 2020 года в видеоигре FUSER в качестве DLC.

### Музыкальное видео
В музыкальном видео изображены три участника группы, заезжающих в автокинотеатр за рулём трёх старинных автомобилей. Автомобили ссылаются на трёх персонажей из «Тачек»: Молнию Маккуина, Дока Хадсона и Мэтра. На экране проектора появляются сцены из фильма, а группа исполняет номер. Режиссёром выступил Шон Сильва.

### Чарты
Версия Rascal Flatts впоследствии стала хитом в американском чарте Billboard Hot 100, где она достигла седьмого места. Несмотря на то, что она не был официально выпущена на кантри-радио, многие кантри-станции играли песню в виде альбомного трека, пересекаясь с их тогдашним кантри-синглом «My Wish». Незапрошенная кантри-трансляция вывела «Life Is a Highway» на 18-е место в американском чарте Hot Country Songs. По состоянию на июнь 2016 года в США было продано 3,4 миллиона копий песни.

| Чарт (2006)                       | Высшая позиция |
| --------------------------------- | -------------- |
| США (Billboard Hot Country Songs) | 18             |
| Канада (Billboard Country)        | 10             |
| США (Billboard Hot 100)           | 7              |
| US Billboard Pop 100              | 9              |

| Чарт (2021)                           | Высшая позиция |
| ------------------------------------- | -------------- |
| Sweden Heatseeker (Sverigetopplistan) | 16             |

| Чарт (2006)          | Позиция |
| -------------------- | ------- |
| US Billboard Hot 100 | 76      |

### Сертификации
| Регион                                                                      | Сертификация  | Продажи   |
| --------------------------------------------------------------------------- | ------------- | --------- |
| Дания (IFPI Danmark)                                                        | 2× Платиновый | 180 000   |
| Великобритания (BPI)                                                        | Платиновый    | 600 000   |
| США (RIAA)                                                                  | 6× Платиновый | 3,400,468 |
| Данные о продажах + прослушиваниях приведены только на основе сертификации. |               |           |